# Даунинг, Бартон
Бартон Сесил Даунинг (англ. Burton Cecil Downing; 5 февраля 1885, Сан-Хосе — 1 января 1929, Ред-Банк) — американский велогонщик, двукратный чемпион и многократный призёр летних Олимпийских игр 1904.
На Играх 1904 в Сент-Луисе Даунинг соревновался во всех семи гонках. Он выиграл заезды на 2 и 25 миль, занимал второе место в состязаниях на дистанции 0,25, 0,33 и 1 мили, и выиграл бронзовую медаль в гонке на 0,5 мили. Кроме того, он не смог финишировать в заезде на 5 миль.